# Helmholtz-Institut Münster
Das  Helmholtz-Institut Münster (HI MS) mit der Denomination „Ionenleitung in der Energiespeicherung“ (IMD-4) ist ein 2014 gegründetes Institut des Forschungszentrums Jülich, welches Batterietechnologien auf der Basis von Elektrolyten erforscht. Das HI MS wird als Außenstelle des Forschungszentrums Jülich an der Universität Münster und der RWTH Aachen University (RWTH Aachen) betrieben. Kern der Forschung ist der Elektrolyt – ein Grundbestandteil einer Batterie.

## Geschichte
Das HI MS wurde im Jahr 2014 durch das Forschungszentrum Jülich, die Universität Münster und die  Rheinisch-Westfälische Technische Hochschule (RWTH Aachen) gegründet. Es war bis zum 30. Juni 2024 dem Institut für Energie- und Klimaforschung (IEK) des Forschungszentrums Jülich zugeordnet und gehört seit dem 1. Juli 2024 dem neu gegründeten "Institute of Energy Materials and Devices (IMD)" an. Es wird als Außenstelle des Forschungszentrums (IMD-4) an den Standorten Münster und Aachen betrieben. Am HI MS sind rund 90 Mitarbeiter beschäftigt. Wissenschaftlicher Leiter ist  Martin Winter.

## Forschung
Im Zentrum der Forschung des HI MS stehen Elektrolyte als zentraler Bestandteil der Batteriezelle.
Das Institut entwickelt elektrochemische Energiespeicherungssysteme ausgehend von fünf Elektrolytklassen: Anionen- und kationenleitende Festkörperelektrolyte, Polymer-, Flüssig- und Hybridelektrolyte. Die Forschung umfasst die Theorie, Chemie und Technologie von Elektrolyten und Batterien, und reicht von der Grundlagenforschung bis hin zum Technologietransfer. Zu den verfolgten Anwendungen zählen unter anderem stationäre Speicher und die Elektromobilität.
Am HI-MS-Standort Münster steht die Forschung an Batteriezellen mit polymeren, flüssigen und hybriden Elektrolyten im Fokus. Die Schwerpunkte liegen in der elektrochemischen Material- und Zellforschung und werden durch Arbeiten des Forschungszentrums Jülich auf dem Gebiet der Materialforschung, Prozessierung und In-Operando-Charakterisierung ergänzt. Hier stehen insbesondere die Erforschung, Synthese und Entwicklung von Kationen- und Anionen-leitenden keramischen Materialien für Festkörperbatterien im Vordergrund. Die RWTH Aachen ist auf die Charakterisierung großformatiger Zellen sowie auf Anionen-leitende Keramikelektrolyte spezialisiert. 
Das HI MS arbeitet eng zusammen mit dem Institut „Münster Electrochemical Energy Technology“ (MEET) an der Universität Münster, bei dem die Erforschung wiederaufladbarer Lithium- und Lithium-Ionen-Batterien im Fokus stehen. Die Arbeit des HI MS erfolgt außerdem in enger Kooperation mit dem Helmholtz-Institut Ulm für elektrochemische Energiespeicherung.
Die Grundfinanzierung des HI MS erfolgt seit 2015 mit nominal rund 5,5 Millionen Euro über die programmorientierte Förderung der Helmholtz-Gemeinschaft, wobei zehn Prozent vom Land Nordrhein-Westfalen und 90 Prozent vom Bund aufgebracht werden.
Das HI MS stellt den Sprecher des Beirats Batterieforschung Deutschland des Bundesministeriums für Bildung und Forschung (BMBF), den Sprecher der Projektinitiative Batterie2020 des BMBF, den Sprecher des acatech-Projekts „Energiesysteme der Zukunft“ und koordiniert einige nationale und internationale Forschungsverbünde.